# Gateway (Florida)
Gateway is een plaats (census-designated place) in de Amerikaanse staat Florida en valt bestuurlijk gezien onder Lee County.

## Demografie
Bij de volkstelling in 2000 werd het aantal inwoners vastgesteld op 2943.

## Geografie
Volgens het United States Census Bureau beslaat de plaats een oppervlakte van
22,5 km², waarvan 22,1 km² land en 0,4 km² water.

## Plaatsen in de nabije omgeving
De onderstaande figuur toont nabijgelegen plaatsen in een straal van 16 km rond Gateway.